# Henricia leviuscula
Espèce
Henricia leviuscula est une espèce d'étoile de mer, de la famille des Echinasteridae.

## Description
C'est une étoile de mer régulière très caractéristique, de couleur orange ou rouge vif avec un disque central réduit et cinq bras (rarement 4 ou 6) fins et allongés se terminant en pointe légèrement relevée. Elle mesure entre 10 et 12 cm de diamètre à l'âge adulte. Sa surface est légèrement rugueuse au toucher. La face orale (inférieure) est plus claire, chaque bras étant parcouru par un fin sillon ambulacraire.

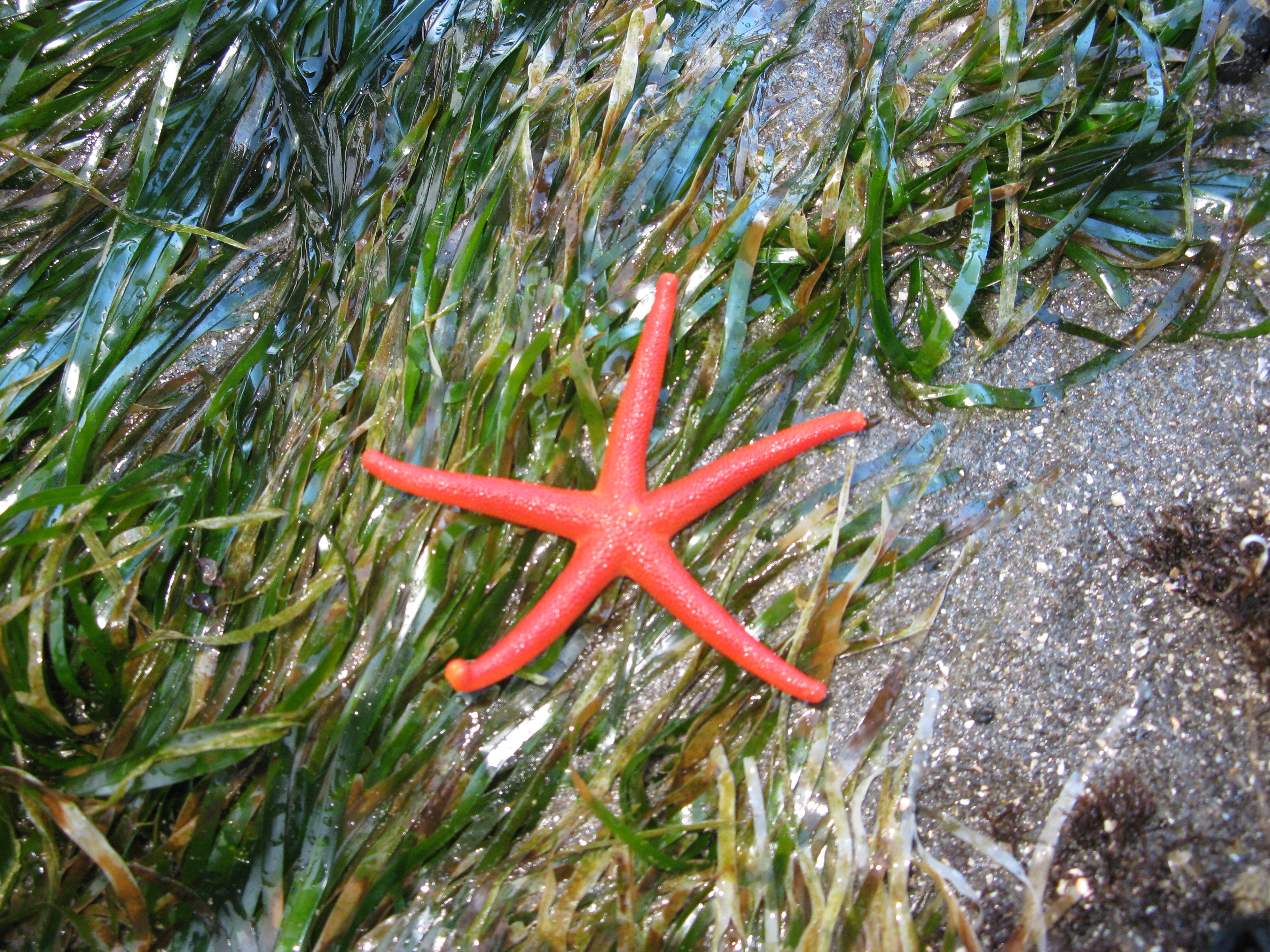
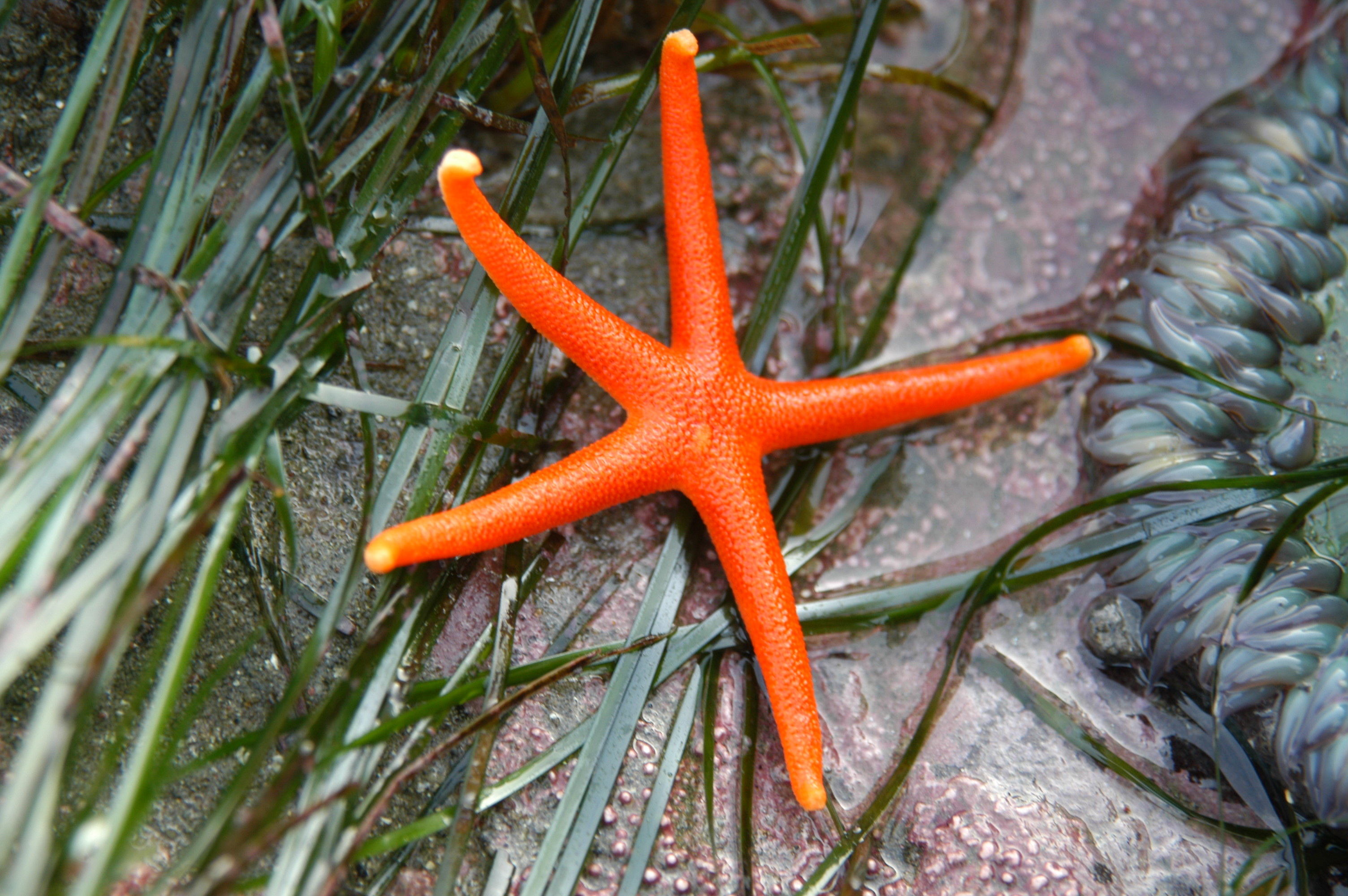
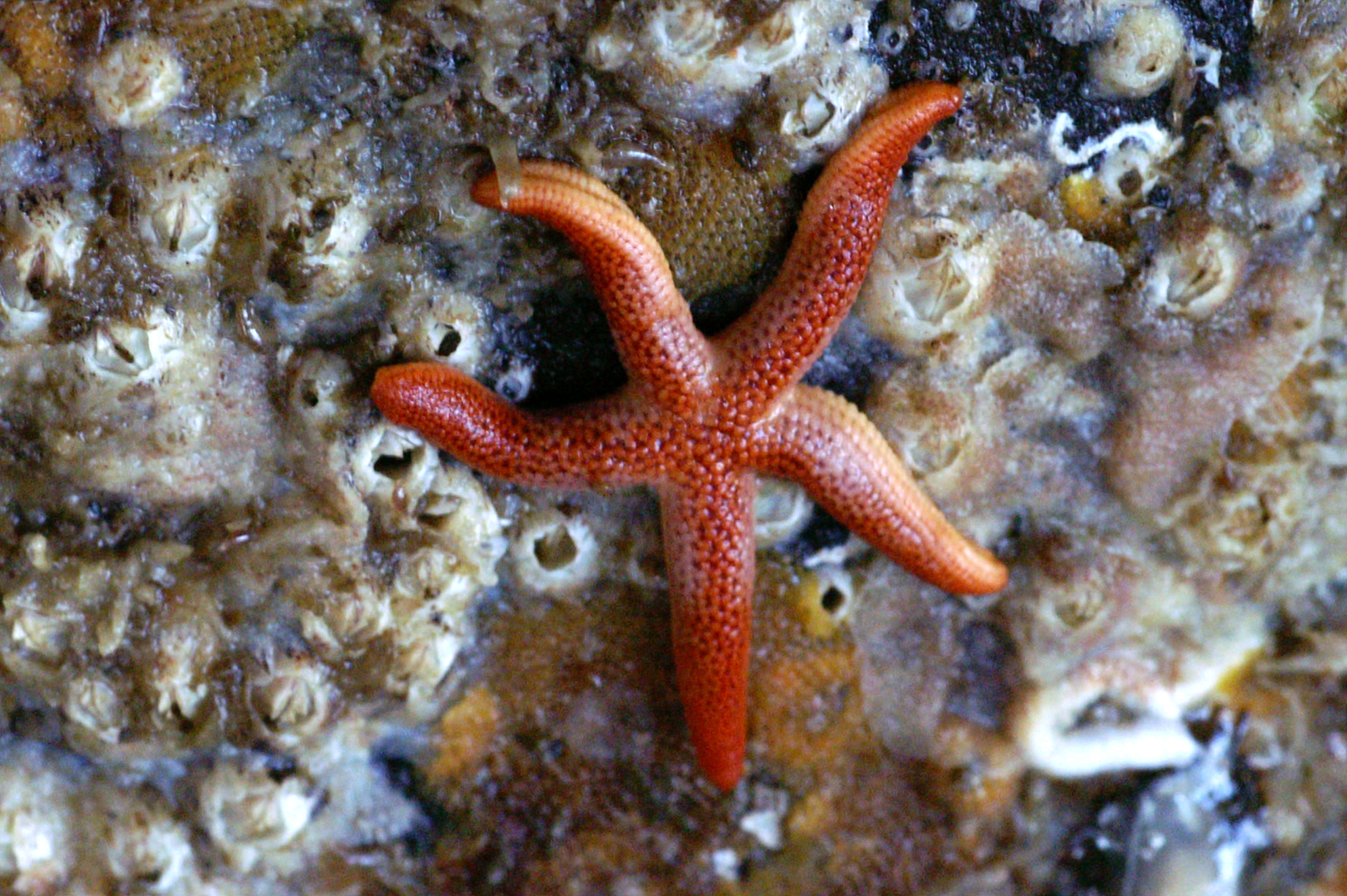

## Habitat et répartition
Cette étoile se trouve sur les fonds rocheux des côtes pacifiques des États-Unis et du Mexique, mais est aussi trouvée jusqu'au Japon.
Cette étoile vit souvent dissimulée pendant la journée à l'ombre des rochers, dans des grottes ou des anfractuosités.
On la rencontre de la surface à plus de 400 voire 400 m de profondeur.

## Écologie et comportement
Cette étoile se nourrit soit de feutrage algal ou bactérien, qu'elle achemine à sa bouche grâce aux nombreux podia de ses sillons ambulacraires, soit en dévaginant son estomac directement, notamment sur des éponges.
Cette étoile vit parfois en symbiose avec le ver Arctonoe vittata.

## Liste des sous-espèces
Selon World Register of Marine Species (26 mai 2010) :
- sous-espèce Henricia leviuscula annectens Fisher, 1910
- sous-espèce Henricia leviuscula leviuscula (Stimpson, 1857)
- sous-espèce Henricia leviuscula spiculifera (H.L.Clark, 1901)